# Donovan Bailey
Donovan Bailey (n. 16 decembrie 1967, Manchester Parish⁠(d), Middlesex County⁠(d), Jamaica) este un sprinter ce a reprezentat Canada, medaliat olimpic. A participat la două ediții ale Jocurilor Olimpice (1996, 2000) în care a câștigat două medalii de aur în probele de 100 m și 4x100 m.

## Palmares
| An   | Competiție                  | Locație                 | Loc | Eveniment | Note  |
| ---- | --------------------------- | ----------------------- | --- | --------- | ----- |
| 1991 | Jocurile Panamericane       | Havanna, Cuba           | 8   | 100 m     | 10,76 |
| 1991 | Jocurile Panamericane       | Havanna, Cuba           | 2   | 4x100 m   | 39,95 |
| 1995 | Campionatul Mondial în sală | Barcelona, Spania       | 4   | 200 m     | 21,08 |
| 1995 | Campionatul Mondial         | Göteborg, Suedia        | 1   | 100 m     | 9,97  |
| 1995 | Campionatul Mondial         | Göteborg, Suedia        | 1   | 4x100 m   | 38,31 |
| 1996 | Jocurile Olimpice           | Atlanta, Statele Unite  | 1   | 100 m     | 9,84  |
| 1996 | Jocurile Olimpice           | Atlanta, Statele Unite  | 1   | 4x100 m   | 37,69 |
| 1997 | Campionatul Mondial         | Atena, Grecia           | 2   | 100 m     | 9,91  |
| 1997 | Campionatul Mondial         | Atena, Grecia           | 1   | 4x100 m   | 37,86 |
| 1998 | Jocurile Goodwill           | New York, Statele Unite | 6   | 100 m     | 10,30 |
| 1998 | Jocurile Goodwill           | New York, Statele Unite | 1   | 4x100 m   | 38,23 |
| 1999 | Jocurile Panamericane       | Winnipeg, Canada        | 2   | 4x100 m   | 38,49 |
| 1999 | Campionatul Mondial         | Sevilla, Spania         | –   | 4x100 m   | DS    |
| 2000 | Jocurile Olimpice           | Sydney, Australia       | 40  | 100 m     | 11,36 |
| 2001 | Campionatul Mondial         | Edmonton, Canada        | 13  | 100 m     | 10,33 |

## Legături externe
- Materiale media legate de Donovan Bailey la Wikimedia Commons
- en Donovan Bailey la World Athletics
- en Donovan Bailey la Olympedia.org